# 近蹄類
近蹄類（学名：Paenungulata），又名準有蹄類或次有蹄類，是一個包含了長鼻目、海牛目、蹄兔目、重腳目及索齒獸目等哺乳動物的動物分類。當中重腳目及索齒獸目經已滅絕，相對與現存的另外三個目有其獨特的一面。重腳目是像犀牛的草食性及蹠行的動物，而索齒獸目則像河馬，估計是吃陸上植物及像其他大型有蹄類般行走。
喬治·蓋洛德·辛普森是利用傳統的科學分類來將這類多樣的哺乳動物歸納在近蹄類中，但在解決其系譜問題時卻就缺乏嚴謹。他暗示蹄兔目可能與奇蹄目有關。早期的學者基於其齒列認為蹄兔目最接近犀牛，另外一些證據顯示蹄兔目有可能是奇蹄目的親屬，而非其他的近蹄類。故此，近蹄類之間有可能並不怎麼接近。
其後的基因技術及支序分類學發現，近蹄類是一個可信的分支，是最古老從有胎盤哺乳動物（真獸下綱）分化的一系。牠們與奇蹄目的關係卻沒有得到證實，雖然牠們的形態很像有蹄類，分子研究卻顯示牠們是屬於非洲獸總目。其他非洲獸總目的成員有非洲蝟目、象鼩目及管齒目。
在近蹄類的五個目中，蹄兔目是最為基底的，而其他的則較為相關，並組成了特提斯獸類，因為相信牠們的共同祖先是生活於史前的特提斯洋岸邊。

## 外部連結
- Paleos.com: Vertebrates: Paenungulata
- Traute Kleinschmidt, John Czelusniak, Morris Goodman and Gerhard Braunitzer, "Paenungulata: A Comparison of the Hemoglobin Sequences from Elephant, Hyrax, and Manatee